# Green job
Um green job (em português emprego verde) é, de acordo com o Programa das Nações Unidas para o Meio Ambiente, "trabalho na agricultura, manufatura, pesquisa e desenvolvimento, administração, e atividades de serviço que contribuem substancialmente para preservar ou recuperar a qualidade ambiental. Especificamente, mas não exclusivamente, isso inclui trabalhos que ajudam a proteger ecossistemas e biodiversidade; reduzir o consumo de energia, materiais e água por meio de estratégias de alta eficiência; descarbonizar a economia; e minimizar ou concomitantemente evitar a geração de todas as formas de lixo e poluição."